# 菅原村 (山梨県)
菅原村（すがわらむら）は山梨県北巨摩郡にあった村。現在の北杜市白州町白須・白州町台ヶ原にあたる。

## 地理
- 山：鋸岳、三ツ頭、烏帽子岳、坊主山、鞍掛山、日向山、中山、坊主山（坊主岩）
- 河川：尾白川

## 歴史
- 1875年（明治8年）1月 - 巨摩郡白須村・台ヶ原村が合併して菅原村となる（白須と台ヶ原から「すがはら」→「菅原」としたという）。
- 1878年（明治11年）7月22日 - 郡区町村編制法の施行により、菅原村が北巨摩郡の所属となる。
- 1889年（明治22年）7月1日 - 町村制の施行により、菅原村が単独で自治体を形成。
- 1955年（昭和30年）7月1日 - 鳳来村および駒城村の一部（大字横手・大坊）・長坂町の一部（大字片颪）と合併して白州町が発足。同日菅原村廃止。

## 交通

### 道路
- 国道20号